# Stadion Japoma
Stadion Japoma ili  Stade omnisport de Douala (službeno ime) je projektirani stadion u Japomi u gradu Duoali, u sklopu kojeg će biti i drugi športski objekti. Imat će 50.000 sjedećih mjesta. Također su u sklopu stadiona košarkaški, rukometni, odbojkaški i teniški teren, olimpijski bazen za plivanje s 8 staza, konferencijske centre, razne trgovine, luksuzni hotel s 4 zvjezdice i parkiralište. Najviše će se stadion rabiti za potrebe nogometa, ali će takoder imati i atletsku stazu.
Stadion Japoma je predviđena cijena negdje oko 143 milijuna dolara od koje će 75% projekta financirati Türk Eximbank.
Također će ugostiti nogometne reprezentacije tijekom Afričkog kupa nacija 2021.

## Vanjske poveznice
- Japoma Stadium Project  Arhivirana inačica izvorne stranice od 29. ožujka 2019. (Wayback Machine)
- Japoma Sport Complex - Leonardo srl